# CMN
CMN (Costruzioni Meccaniche Nazionali) ― італійське автомобілебудівне товариство з Мілана, котре крім виробництва автомобілів брало участь і в автоперегонах як і всі тоді в основному для реклами своєї продукції . Серед відомих перегонів, де товариство брало участь була і відома тоді Targa Florio і Італії.
Після закінчення Першої Світової війни, у молодого та недосвідченого гонщика Енцо Феррарі не було роботи, адже після війни всі ветерани і молоді пілоти шукали чим би зайнятися.
Після деяких пошуків роботи, товариство CMN, прийняло його на роботу — пілотом-випробовувачем гоночних автомобілів.
Товариство існувало з 1919 до 1923 року.